# Opel Astra F
Opel Astra F var en lille mellemklassebil fra bilfabrikanten Opel produceret mellem september 1991 og februar 1998 (cabriolet til januar 2000). Modellen var efterfølger for Kadett E og var den sjette generation af Kadett/Astra-serien og var ligesom sin forgænger bygget på GM T-platformen fra 1979.
Et facelift fandt sted i sommeren 1994. Til det østeuropæiske marked blev modellen produceret som "Astra Classic" på General Motors' fabrik i Gliwice, Polen frem til sommeren 2002.

## Generelt
Med introduktionen af Astra blev den traditionsrige modelbetegnelse Kadett udfaset. Dette viste hvordan Opel i 1990'erne ved modelskiftene erstattede alle hidtidige modelbetegnelser med kunstnavne, som ender på "a" (som f.eks. Vectra, Omega og Calibra). Ved hjælp af et nyt navn skulle et nyt, positivt mærkeimage opbygges. I folkemunde associeres Astra mest med teknik og rumfart. Bogstavet, som angiver modelserien blev dog fortsat, hvorved den første Astra-model fik den officielle betegnelse Astra F.

### Historie
I første omgang kom de tre- og femdørs hatchbacks ud til forhandlerne i september 1991, mens den femdørs Caravan fulgte en måned senere. Den klassiske sedan fulgte i maj 1992. Cabrioleten, der ligesom den åbne Kadett E var designet af Bertone, rundede programmet af i august 1993.
Kendte svagheder på Astra F var en tilbagekaldelsesaktion på grund af konstruktionsfejl på brændstoftanken samt stor rustfølsomhed, som resulterede i forarbejdningsmangler i produktionen (snitkantrust). Yderligere mangler såsom svage tandremme, fordelerproblemer samt generatorproblemer gav mange værkstedskunder med Astra F'ere.
Til faceliftet i august 1994 blev der dog truffet bedre rustbeskyttelsesforanstaltninger. Astra F kunne som ekstraudstyr fås med firetrins automatgear fra den japanske fabrikant Aisin AW.
I marts 1998 kom efterfølgeren Astra G på markedet, hvorfor produktionen af Astra G hatchback og sedan blev indstillet, mens Caravan fortsatte frem til september. Cabrioletversionen blev sideløbende med den normale Astra G bygget frem til januar 2000.
Astra-modellerne blev i England solgt som Vauxhall, i Sydamerika som Chevrolet og i Australien som Holden. I Sydafrika var det kun sedanen, som blev solgt under navnet Opel Astra, mens hatchbackmodellerne fortsat hed Opel Kadett.
- Astra femdørs bagfra
- Opel Astra tredørs (1991–1994)
- Opel Astra sedan (1992−1994)

## Karrosserivarianter
Astra F fandtes i fem forskellige karrosseriformer:
- Hatchback med tre eller fem døre med 350 til 1200 liter bagagerum
- Sedan med fire døre
- Stationcar (Caravan) med fem døre og samme akselafstand som de andre modeller. En tredørs udgave ligesom hos forgængeren Kadett E, blev på grund af ringe efterspørgsel ikke længere produceret.
  - Caravan havde i modsætning til de andre Astra-versioner tagantenne. Bemærkelsesværdigt var bagagerummet, som allerede med ikke-fremklappet bagsæde kunne rumme 500 liter, og med fremklappet bagsæde sågar 1630 liter. Ligesom på alle øvrige Astra F-versioner var bagsædet asymmetrisk delt, hvilket sammen med den helt plane lasteflade gav bedst mulig lastefleksibilitet. Mod merpris kunne Caravan fås med en gennemlastningsfunktion i bagsædets midterarmlæn, som senere blev standardudstyr i versionerne "Dream" og "Style". Astra Caravan var i år 1995 den mest solgte stationcar i alle klasser.
- Cabriolet: Cabrioletversionen af Opel Astra F blev designet af Bertone på basis af sedanversionen. Det nedklappede stoftag havde ingen på karrosseriet monteret kasseafdækning, men skulle derimod tildækkes manuelt med en presenning. Bilalarmen, som var ekstraudstyr, havde den ulempe at den, hvis bilen blev efterladt med kalechen slået ned, blev udløst ved næsten alle former for bevægelser i umiddelbar nærhed af bilen.
- Varebil: Baseret på Caravan, men uden tagræling og med tre i stedet for fem døre, to i stedet for fem sæder, blænder i stedet for bageste sideruder og halvhøj skillevæg af stål bag forsæderne. Var meget populær blandt håndværkere.
- Specialformer og -opbygninger: Astra Caravan kunne blandt andet opbygges som rustvogn med forlænget akselafstand og som handicaptransporter med højt tag.
  - Det specielle ved handicaptransportversionen var, at kørestolsbrugeren kørte ind i kabinen af en nedfældelig aluminiumsrampe. Derved bortfaldt bagsædet, og brændstoftanken var monteret bag venstre bagdør. Kabinehøjden var ca. 140 cm. Bilen var nødt til at føres af en anden end kørestolsbrugeren, som dog havde sin egen forrude med rudevisker.

### Facelift
Ved faceliftet i august 1994 blev nogle detaljer modificeret, som f.eks. sidespejlenes form (som hidtil modsvarede Kadett E), dørhåndtagene (fra slutningen af 1995), kølergrillen, forlygterne, tågeforlygterne (i klart glas), sidestødlisterne, den bageste kofanger samt tagkantspoileren. På Caravan blev den hidtil ulakerede bagliste nu lakeret (undtagen på basismodellen). I modsætning til den frem til 1994 producerede model begrænsede brugen af kunststofdele på den efter ønske i bilens farve lakerede kofanger sig til den smalle øverste rand. Hatchbackversionen havde den samme kunststofblænde som på GSi frem til 1994, som i samme form blev monteret på sedan og cabriolet.
Fra faceliftet blev alle Astra'er udstyret med forkromede skrifttræk og tredimensionelle emblemer på bagklappen. Brugen af hvide blinklysglas foran og tonede fire- (sedan, cabriolet, caravan og varebil) eller fem-kammerlygter (hatchback) fik Astra'en til at se mere moderne ud.
- Opel Astra femdørs (1994–1998)
- Bagfra
- Opel Astra sedan (1994–1998)
- Opel Astra Caravan (1994–1998)
- Opel Astra cabriolet (1994–2000)
- Astra cabriolet med åbent tag
- Astra Caravan ombygget til handicaptransporter

Fra foråret 1993 kunne Astra mod merpris leveres med førerairbag, og fra faceliftet i august 1994 var dobbeltairbag (fører 67 liter, forsædepassager 120 liter) standardudstyr. Samtidig blev det simple infodisplay med ur/radioangivelser (DID = Dual Info Display) afløst af et nyt med udetermometer (TID = Triple Info Display, hidtil ekstraudstyr), som fra 3 °C og nedefter advarede om glatte veje, idet det blinkede nogle sekunder efter at tændingen blev tilsluttet. Ligeledes var det muligt at aflæse bilens hastighed i TID, idet begge knapper skulle trykkes samtidig i ca. 5 sekunder (der kunne vises op til 53 km/t, og derefter "+53 km/t".
Yderligere tekniske ændringer ud over miljøvenlige motorer i rammerne af faceliftet var skift fra olie- til gastrykstøddæmpere og dermed bedre køreegenskaber, en ændret stabilisatorbefæstigelse på trekantleddene foran, modificerede kobbelstænger, en varmeblæser med fire trin mod før tre, en modificeret befæstigelse af de forreste dørbeklædninger (én i stedet for to skruer under armlænene, fra modelår 1997), gearknop ligesom Astra G samt sideblinklys i forskærmene (fra modelår 1998).
I cabriolet var de eneste tilgængelige motorer efter faceliftet X16SZR (75 hk) og X18XE (115 hk). Med faceliftet kom ud over C20XE-motoren (som stadigvæk fortsatte til og med modelår 1996 som topmotor, men derefter blev taget af programmet på grund af nye udstødningsnormer), X20XEV-motoren som gjaldt som Ecotec-topmotor. Denne motor afløste C20NE i motorprogrammet i Caravan. C20NE var hidtil den mest solgte Bigblock-motor i Astra Caravan, som udmærkede sig ved et højt drejningsmoment ved lave omdrejningstal. Ud over C20NE kunne Caravan før faceliftet ligeledes købes med motorerne C20XE og C18XE, begge med en højere effekt end C20NE.

### Sikkerhed
Astra F havde som standard et bredt spektrum af aktive og passive sikkerhedselementer. Konstruktive foranstaltninger på karrosseriet var computerberegnede forstivelsespunkter og dobbeltrørsforstærkninger i dørene. Derudover var søjlerne og dørskakterne ligeledes forstærkede. Fra starten af var selestrammere og højdejusterbare sikkerhedsseler standardudstyr. Sæderammerne var konstrueret således, at personen ikke kunne glide ned under selen ved en frontalkollision. Forsæderne var udstyret med rammenakkestøtter, som muliggjorde et godt udsyn bagud og samtidig forhindrede kvæstelser af bagsædepassagererne. Fra 1993 kunne Astra som ekstraudstyr leveres med førerairbag mod merpris, og fra faceliftet i 1994 blev dobbeltairbag standardudstyr i samtlige versioner. ABS-bremser kunne fra introduktionen leveres som ekstraudstyr mod merpris og blev standardudstyr fra modelår 1996. På cabrioletversionen var forruderammen samt begge dørene udstyret med stålrørsforstærkninger, og bagsædenakkestøtterne var ligeledes fremstillet af stål for at garantere det nødvendige overlevelsesrum (pladsen mellem forruderamme og nakkestøtter), hvis bilen rullede rundt.
Det svenske forsikringsselskab Folksam vurderer flere forskellige bilmodeller ud fra oplysninger fra virkelige ulykker, hvorved risikoen for død eller invaliditet i tilfælde af en ulykke måles. I rapporterne Hur säker är bilen? er/var Astra F klassificeret som følger:
- 1999: Mindst 40 % bedre end middelbilen[2]
- 2001: Mindst 20 % bedre end middelbilen[3]
- 2003: Mindst 15 % bedre end middelbilen[4]
- 2005: Mindst 15 % bedre end middelbilen[5]
- 2007: Som middelbilen[6]
- 2009: Som middelbilen[7]
- 2011: Som middelbilen[8]
- 2013: Mindst 20 % dårligere end middelbilen[9]
- 2015: Mindst 20 % dårligere end middelbilen[10]
- 2017: Som middelbilen[11]

### Farver
Astra F fandtes i følgende farver (farvekode i parentes):
| Uni Casablancahvid (474)    | Uni Ananasgul (485)        | Uni Atlantisblå (285)     | Uni Magmarød (547)           | Uni Kosmosblå (204)         | Uni Toscanarød (567)       |                            |
| Metallic Karibikblå(277)    | Metallic Canyonrød (321)   | Metallic Heliotrop (279)  | Metallic Rio Verdegrøn (369) | Metallic Titaniumsølv       | Metallic Starsølv I (138)  | Metallic Diamantsølv (148) |
| Metallic Marseillerød (549) | Metallic Graphit (363)     | Metallic Antilope (490)   | Metallic Lavendel (292)      | Metallic Brokatgul (488)    | Metallic Champagne (489)   | Metallic Rygegrå (140)     |
| Metallic Novasort (266)     | Metallic Spektralblå (270) | Metallic Keramikblå (286) | Metallic Magnetblå (288)     | Metallic Neptunturkis (357) | Metallic Bermudagrøn (366) | Metallic Laguneblå (271)   |

### Classic
Astra F Classic blev frem til juli 2002 fremstillet på fabrikken i Gliwice, Polen og var en "østeuropæisk" version af Astra F som lignede en blanding af den oprindelige (til 8/94) og den faceliftede (fra 8/94) version. I august 2002 blev Astra F Classic afløst af den i Polen byggede Astra G, som blev solgt som Astra Classic II.
Siden 2007 har denne fabrik fremstillet sedanudgaven af Opel Astra H, som først og fremmest er tilegnet Østeuropa og Tyrkiet.

### GSi
Også i Astra F-serien fortsatte Opel GSi-seriens tradition. GSi står for "Grand Sport injection". Astra F GSi adskilte sig udvendigt og teknisk stærkt fra den almindelige Astra. Som følge af aerodynamiske modifikationer havde GSi en lavere cw-værdi og havde dermed med samme motor en højere topfart end standardversionen.
I august 1994 fik hele Astra-programmet et facelift, og dette gjaldt også GSi. Fra dette tidspunkt adskilte modellen sig ikke længere optisk fra de andre Astra-versioner. Frem til faceliftet fandtes GSi som tredørs hatchback og som Irmscher-specialmodel med C20XE-motor som Caravan uden optiske GSi-detaljer (spoiler og luftindtag i motorhjelmen), mens GSi fra faceliftet også fandtes som femdørs hatchback og Caravan. Opel indførte ved faceliftet i vidt omfang nye modelbetegnelser, dog blev betegnelsen GSi bibeholdt. Den faceliftede GSi havde dog et betydeligt reduceret standardudstyr.

#### Optiske modifikationer på GSi-modellerne af første serie
Forkofanger, bagkofanger, tagkantspoiler, sidebeklædning, luftindtag på motorhjelmen, kølergrill, bagblænde, hvide blinklysglas, alufælge, specielt farvet sportsindtræk. I modsætning til standardmodellen manglede de gummierede sidelister, hvilket forstærkede den sportslige optik.

#### Optiske modifikationer på GSi-modellerne af anden serie (facelift)
Forkofanger, bagkofanger og tagkantspoiler lakerede. Radioantenne på taget. "GSi"-skrifttræk på sidebeskyttelseslisterne.

#### Særlige tekniske kendetegn for GSi-modellerne af første serie
15 mm sænket undervogn, påskruet ekstra stabilisator på bagakslen (kun GSi 16V), multi-info-display (kørecomputer) standardudstyr, antispinregulering ETC (kun C20XE), fra 1993 bestilbar med førerairbag.

#### Særlige tekniske kendetegn for GSi-modellerne af anden serie (facelift)
Kombiinstrument med omdrejningstæller til 8000 omdr./min. (kun X20XEV).

#### Motorprogram for GSi
- C18XE: 1,8 16V 92 kW (125 hk, 6/1993−12/1994)
- C20NE: 2,0 8V 85 kW (115 hk, 3/1992−8/1994)
- C20XE: 2,0 16V 110 kW (150 hk, 9/1991−7/1996)
- X20XEV: 2,0 16V 100 kW (136 hk, 1/1995−2/1998)

## Motorer
Astra F fandtes med følgende motorer:

### Benzinmotorer
| Model       | Slagvolume cm³ | Max. effekt kW (hk) / omdr. | Max. drejningsmoment Nm / omdr. | Motorkode    | Topfart km/t | Årgange          |
| ----------- | -------------- | --------------------------- | ------------------------------- | ------------ | ------------ | ---------------- |
| 1.4 S       | 1389           | 55 (75) / 5800              | 110 / 3000                      | 14NV         | 170          | 9/1991 − 9/1993  |
| 1.4 i       | 1389           | 44 (60) / 5200              | 103 / 2800                      | C14NZ        | 160          | 9/1991 − 8/1996  |
| 1.4 i       | 1389           | 44 (60) / 5200              | 103 / 2800                      | X14NZ        | 160          | 9/1996 − 2/1998  |
| 1.4 Si      | 1389           | 60 (82) / 5800              | 113 / 3400                      | C14SE        | 175          | 3/1992 − 3/1996  |
| 1.4 Si      | 1389           | 60 (82) / 5600              | 115 / 3400                      | 14SE         | 175          | 7/1991 − 3/1996  |
| 1.4 16V     | 1389           | 66 (90) / 6000              | 125 / 4000                      | X14XE        | 180          | 2/1996 − 1/2000  |
| 1.6 i2      | 1597           | 55 (75) / 5400              | 120 / 2800                      | 16LZ2, 16NZR | 170          | 9/1995 − 2/1998  |
| 1.6 i       | 1598           | 55 (75) / 5200              | 125 / 2800                      | C16NZ        | 170          | 9/1991 − 8/1994  |
| 1.6 i       | 1598           | 52 (71) / 5000              | 128 / 2800                      | X16SZ        | 170          | 5/1993 − 7/1996  |
| 1.6 i       | 1598           | 55 (75) / 5200              | 128 / 2600                      | X16SZR       | 170          | 8/1996 − 1/2000  |
| 1.6 Si      | 1598           | 74 (101) / 5800             | 135 / 3400                      | C16SE        | 190          | 5/1992 − 12/1994 |
| 1.6 i 16V   | 1598           | 74 (101) / 6200             | 148 / 3500                      | X16XEL       | 190          | 8/1994 − 2/1998  |
| 1.8 i       | 1796           | 66 (90) / 5400              | 145 / 3000                      | C18NZ        | 180          | 9/1991 − 8/1994  |
| 1.8 i 16V   | 1796           | 85 (115) / 5400             | 168 / 4000                      | C18XEL       | 200          | 11/1994 − 1/1996 |
| 1.8 16V     | 1796           | 85 (115) / 5400             | 170 / 3600                      | X18XE        | 200          | 2/1996 − 1/2000  |
| 1.8 GSi 16V | 1796           | 92 (125) / 5600             | 168 / 4800                      | C18XE        | 208          | 6/1993 − 12/1994 |
| 2.0 GSi     | 1998           | 85 (115) / 5400             | 170 / 2600                      | C20NE        | 195          | 3/1992 − 8/1994  |
| 2.0 i 16V   | 1998           | 100 (136) / 5600            | 188 / 3200                      | X20XEV       | 207          | 2/1995 − 2/1998  |
| 2.0 GSi 16V | 1998           | 110 (150) / 6000            | 196 / 4800                      | C20XE        | 220          | 7/1991 − 8/1996  |

2.0i GT                 1998        85(115 ) /5400                 170 / 2600                                    195     2/1993 - 1994
1. ↑  Med karburator og uden katalysator, kun for visse eksportlande
2. ↑  Uden katalysator, kun for visse eksportlande
3. ↑  Fra modelår 1993 196 Nm ved 4600 omdr./min.

Bemærkning til skadestofklasser:
Skadestofnormen blev af Opel angivet med det første bogstav i motorkoden. Dermed står C for Euro1 (som i bildokumenterne betegnes E2, men ikke modsvarer Euro2), og X for Euro2/D3.
På nogle før 1996 indregistrerede biler med motorerne X14NZ, X16SZ(R), X14XE, X16XEL og X20XEV kan det forekomme, at der i bildokumenterne kun er angivet Euro1 eller Euro2 som skadestofnorm, selv om motorerne opfylder D3-normen. Dette kan rettes med en bekræftelse fra Opel.
Motorprogrammet kunne adskille sig i de enkelte eksportlande.
Samtlige benzinmotorer, som kun opfylder Euro1, kan ved montering af en koldløbsregulator eller en lille ekstra katalysator laves om til mindst Euro2 (delvist D3).

### Dieselmotorer
| Model   | Slagvolume cm³ | Max. effekt kW (hk) / omdr. | Max. drejningsmoment Nm / omdr. | Motorfabrikat | Motorkode       | Topfart km/t | Årgange          |
| ------- | -------------- | --------------------------- | ------------------------------- | ------------- | --------------- | ------------ | ---------------- |
| 1.7 D   | 1700           | 42 (57) / 4600              | 105 / 2400                      | Opel          | 17D             | 153          | 12/1991 − 9/1992 |
| 1.7 D   | 1700           | 44 (60) / 4600              | 105 / 2400 − 2600               | Opel          | 17DR            | 153          | 7/1992 − 8/1994  |
| 1.7 TD  | 1700           | 50 (68) / 4500              | 132 / 2400                      | Opel          | X17DTL          | 164          | 11/1994 − 2/1998 |
| 1.7 TDS | 1686           | 60 (82) / 4400              | 168 / 2400                      | Isuzu         | TC4EE1, (X)17DT | 173          | 12/1991 − 2/1998 |

## Udstyrsvarianter
Astra F fandtes i følgende udstyrsvarianter:

### Standardmodeller
- GL (1991−1996).
- GLS (1991−1996) med sølvfarvede striber i sidelisterne, tågeforlygter, ekstra opbevaringsrum under handskerummet og delt bagsæde med armlæn og skiklap.
- Club (1991−1996, kun Caravan) modsvarende GLS, men med sportssæder i GT-design.
- Dream (fra 1996) med tågeforlygter, lakerede kofangere, lakerede sidespejle, nakkestøtter bagi, 175/65 R14 dæk og indtræk Spectrum.
- CD (1992−1994) med manuelt skydetag, sidelister og kofangere med sølvfarvede striber, veloursæder, nakkestøtter bagi og opvarmelige sidespejle.
- CDX (1995−1996) med kromlister på kofangerne og under sidelisterne, el-ruder og el-spejle.
- Style (fra 1996) med veloursæder, lakerede sidespejle og lakerede kofangere.
- GT (til 1994) med røde striber på sidelister og kofangere, treeget rat og sportssæder.
- Sport (1993−1996) med tagantenne, sænkning, indtræk Wave (modelår 1995/96), sportsstålfælge og sportssæder mod merpris.
- GSi (til 1996) med tagantenne og sportssæder med indtræk Wave (modelår 1995/96).
- Motion (fra 1996) med elektrisk skydetag, alufælge, sportssæder og tagantenne.

### Specialmodeller

#### Tidsrum 1991 til 1994
- 25 Line
- California (airbag)
- Elegance
- Hattrick SD
- Hattrick Klima
- Plus SD
- Plus Klima
- Sportive (røde striber på sidelisterne)
- Vision (grønne striber på sidelisterne)
- Irmscher Edition

#### Tidsrum 1994 til 1998 (facelift)
- Sunshine
- Champion
- Champion II
- Dream (med elektrisk skydetag og tågeforlygter)
- Expression
- Motion (med elektrisk skydetag, alufælge, sportssæder og tagantenne)
- Cool (med klimaanlæg)
- Cool Dream (med klimaanlæg)
- Cool Motion (med klimaanlæg)
- Season
- Style
- Trend
- Exclusiv (kun Caravan) (med klimaanlæg, alufælge, tågeforlygter og perleeffektlak Antilope)

### Logoer
- Opel Astra F Sunshine
- Opel Astra F Champion
- Opel Astra F Champion II
- Opel Astra F Dream
- Opel Astra F Motion
- Opel Astra F Cool
- Opel Astra F Season
- Opel Astra F Style